# Alice Ceresa
Alice Ceresa (Bazel, 25 januari 1923 - Rome, 22 december 2001) was een Zwitsers-Italiaanse journaliste, schrijfster en vertaalster.

## Biografie
Alice Ceresa was de dochter van een vader die spoorwegarbeider was en afkomstig was uit Cama, en van een Zwitserse Duitstalige moeder. Toen ze vijf jaar oud was, verliet haar gezin Bazel en verhuisde het naar Benninzona. Vanaf 1950 was ze actief in Roma las journaliste en lectrice bij de uitgeverij Longanesi. Ze debuteerde in 1967 met haar werk La figlia prodiga. In 1979 bracht ze het verhaal La morte del padre uit, gevolgd door de roman Bambine in 1990. Ze was tevens actief als vertaalster van diverse werken, zoals L'incredibile storia di Johann il Buono uit 1977, een vertaling van een werk van Gerold Späth.

## Werken
- (it)  La figlia prodiga, 1967.
- (it)  La morte del padre, 1979.
- (it)  Bambine, 1990.